# 연예 매니저
연예 매니저(演藝Manager)는 연예인의 일정을 관리하고, 그와 관련된 업무를 전문적으로 하는 사람이다. 통상 '매니저'(Manager)라고 하면 연예 매니저를 뜻한다. 연예인과 매니지먼트 계약을 맺음으로써 관련 업무를 한다.
주먹구구식으로 이루어지던 것이 연예 기획사라는 조직으로 발전하였는데, 한 연예인에 여러 관리자가 놓이거나 여러 연예인에 한 명의 관리자를 두는 경우가 있다. 연예 기획사는 수익을 올려야 하는 사업체로서, 이윤을 극대화하고자 연예인의 가치를 최대한 활용한다.
연예 기획사의 구체적인 업무에는 연예 활동과 관련한 기획·협상·계약, 연예인에 대한 신변 관리·운전·스케줄 관리 등이 있다. 연예계의 사회적 비중이 커지면서 연예 기획사는 자체적으로 연예인을 발굴하기도 하고, 작품의 제작도 직접 하는 등 업무 영역을 확대시켜갔고, 호감도 증진이나 홍보 전개에서 우위에 서기 위해 계약을 맺고 있는 연예인에 대한 이미지메이킹에 적극적으로 개입하기도 한다.
연예 기획사와 연예인은 원론적으로는 대등한 관계이나, 연예인의 입지나 연예 기획사의 규모에 따라 연예인이 '갑'이 되기도 하고 연예 기획사가 '갑'이 되기도 한다.

## 같이 보기
- 탤런트 에이전트